# Xenomyxa disseminata
Xenomyxa disseminata är en svampart som beskrevs av Syd. 1939. Xenomyxa disseminata ingår i släktet Xenomyxa, divisionen sporsäcksvampar och riket svampar.   Inga underarter finns listade i Catalogue of Life.